# Spadă lungă

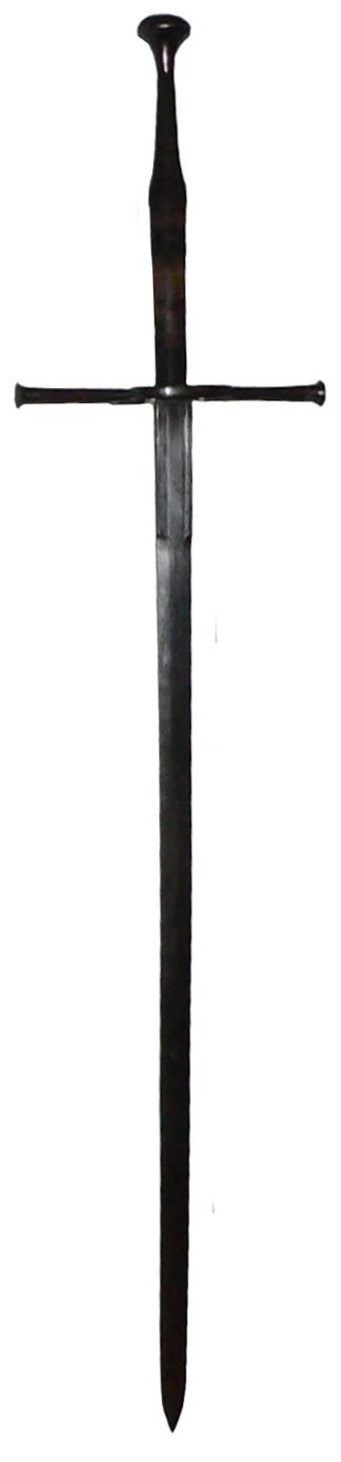
Spadă lungă elvețiană

Spada lungă pentru două mâini, cu două tăișuri, drepte, având mâner cruciform cu măciulie, lungime de până la 180cm, lățime de 4.14cm-3.1cm  greutate de 1,5kg; au fost folosite circa în anii 1350-1550. 

## Terminologie
Termenul "longsword" este ambiguu și se referă la "sabia de bastard" doar în cazul în care 
este în contextul perioadei perioadei medievale târzii până la Renaștere. Termenul de „spadă lungă în alt context se poate referi la săbii din Epoca Bronzului, săbii din perioada migrațiilor sau săbiile vikinge sau în epoca modernă timpurie la săbii de duel europene.
Istoric (în perioada dintre secolele al XV-lea - al XVI-lea) termenii folosiți pentru aceste tipuri de săbii includeau: 
- în limba spaniolă: espadón, montante or mandoble,
- în limba italiană: spadone sauor spada longa (lunga)
- în limba portugheză: montante iar
- în limba franceză: passot.

Termenul galic claidheamh mòr înseamnă "spadă mare"; anglicizat claymore(sabie) și se referă la spadă lungă scoțiană cu apărător în formă de V.